# شينغستويل
شينغستويل (بالإنجليزية: Chingstuel)‏ هو أحد جبال سلسلة جبال الألب أوري وجزء من القمة الأم غلوغوس يقع في كانتون أوبفالدن وكانتون برن، سويسرا. يبلغ ارتفاع الجبل حوالي 2118 متر، بينما يبلغ ارتفاع نتوء الجبل 190 متر.